# NUTS:SE

Reichsgebiete

NUTS:SE ist der Code der Nomenclature des unités territoriales statistiques (NUTS) der amtlichen Statistik der Europäischen Union für Schweden.
Als Riksområde (deutsch Reichsgebiet) werden in Schweden die Statistikregionen der Stufe NUTS-2 bezeichnet.

## Grundlagen
In Schweden werden die drei NUTS- und die LAU-Ebene wie folgt belegt:
- NUTS-1: 3 Gruppen von Reichsgebieten (schwedisch Grupper av riksområden)
- NUTS-2: 8 Reichsgebiete (schwedisch Riksområden)
- NUTS-3: 21 Provinzen (schwedisch Län)
- LAU: 290 Gemeinden (schwedisch kommuner)

## Liste der NUTS-Regionen Schwedens
- SE1 Östra Sverige (Östliches Schweden)
  - SE11 Stockholm
    - SE110 Stockholms län

  - SE12 Östra Mellansverige (Östliches Mittelschweden)
    - SE121 Uppsala län
    - SE122 Södermanlands län
    - SE123 Östergötlands län
    - SE124 Örebro län
    - SE125 Västmanlands län
- SE2 Södra Sverige (Südliches Schweden)
  - SE21 Småland och öarna (Småland und Inseln)
    - SE211 Jönköpings län
    - SE212 Kronobergs län
    - SE213 Kalmar län
    - SE214 Gotlands län

  - SE22 Sydsverige (Südschweden)
    - SE221 Blekinge län
    - SE224 Skåne län

  - SE23 Västsverige (Westschweden)
    - SE231 Hallands län
    - SE232 Västra Götalands län
- SE3 Norra Sverige (Nördliches Schweden)
  - SE31 Norra Mellansverige (Nördliches Mittelschweden)
    - SE311 Värmlands län
    - SE312 Dalarnas län
    - SE313 Gävleborgs län

  - SE32 Mellersta Norrland (Mittleres Norrland)
    - SE321 Västernorrlands län
    - SE322 Jämtlands län

  - SE33 Övre Norrland (Oberes Norrland)
    - SE331 Västerbottens län
    - SE332 Norrbottens län

## Vor 2003
Bis 2003 umfasste NUTS-1 das ganze Land und die Riksområden hatten andere NUTS-Identifikatoren:
- SE0 Schweden
  - SE01: Stockholm
  - SE02: Östra Mellansverige
  - SE04: Sydsverige
  - SE06: Norra Mellansverige
  - SE07: Mellersta Norrland
  - SE08: Övre Norrland
  - SE09: Småland och öarna
  - SE0A: Västsverige